# Macropsis borealis
Macropsis borealis är en insektsart som beskrevs av Hamilton 1983. Macropsis borealis ingår i släktet Macropsis och familjen dvärgstritar. Inga underarter finns listade i Catalogue of Life.